# Reports on Mathematical Logic
Reports on Mathematical Logic – czasopismo skierowane na publikację prac naukowych z logiki matematycznej i podstaw matematyki.